# Шахурин, Владимир Алексеевич
Владимир Алексеевич Шахурин (1928, Москва — 3 июня 1943, Москва) — сын советского народного комиссара авиационной промышленности СССР А. И. Шахурина. Известен тем, что 3 июня 1943 года на лестнице Большого Каменного моста в Москве застрелил Нину Уманскую — дочь советского дипломата К. А. Уманского и затем застрелился сам.

## Биография
Родился в Москве в 1928 году. Его отец, А. И. Шахурин — видный советский партийный, государственный и хозяйственный деятель, в 1940—1946 народный комиссар авиационной промышленности СССР. По достижении соответствующего возраста Владимир Шахурин стал учеником элитной 175-й школы.

### Тайная организация «Четвёртый рейх»
Во время учёбы в школе Шахурин-младший познакомился со следующими учениками, которые впоследствии вошли в его организацию «Четвёртый рейх»:
- Серго Микоян (сын Анастаса Микояна)
- Вано Микоян (сын Анастаса Микояна)
- Леонид Реденс (сын Станислава Реденса, свояка Иосифа Сталина)
- Артём Хмельницкий (сын Рафаила Хмельницкого)
- Пётр Бакулев (сын Александра Бакулева)
- Феликс Кирпичников (сын Петра Кирпичникова)
- Арманд Хаммер (племянник Арманда Хаммера) и рядом других.

Члены организации основали «теневое правительство» СССР, главой которого стал Владимир Шахурин. Друг друга члены «правительства» именовали рейхсфюрерами и группенфюрерами. Согласно показаниям членов организации, Владимир положительно относился к Гитлеру и читал его книгу «Майн Кампф».

### Убийство и самоубийство

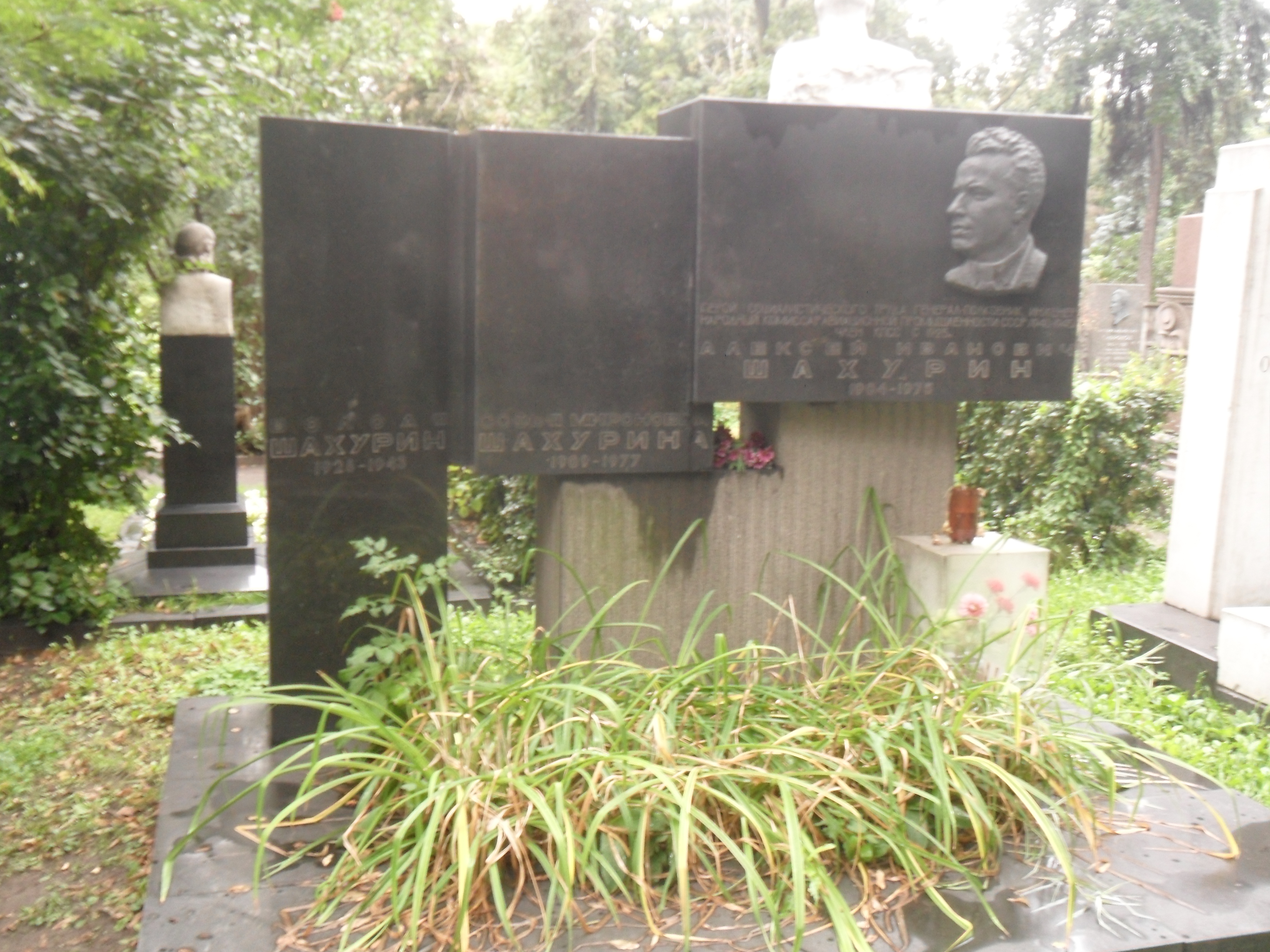
Могила Шахуриных на Новодевичьем кладбище

3 июня 1943 года на лестнице Большого Каменного моста Владимир Шахурин выстрелом из пистолета «Вальтер» (по другим данным, из револьвера) застрелил дочь дипломата Константина Уманского Нину, свою одноклассницу, по некоторым данным, также входившую в организацию «Четвёртый рейх». Затем Шахурин из того же пистолета застрелился. Причины убийства доподлинно неизвестны. Шахурина и Уманскую похоронили на Новодевичьем кладбище. Их могилы находятся недалеко друг от друга.

### Расследование
Расследование началось с того, что было установлено, что револьвер, из которого стрелял Шахурин, принадлежал сыну Анастаса Микояна Вано (револьверы и пистолеты выдавались детям вождей для самообороны). Он и его младший брат Серго были арестованы. Они признались в создании антисоветской организации и назвали всех её членов. Те были также арестованы. Изначально было задержано 28 школьников, но большинство было сразу же освобождено и под стражей остались только восемь (братья Микояны, Леонид Барабанов, Арманд Хаммер, Петр Бакулев, Леонид Реденс, Артём Хмельницкий и Феликс Кирпичников). 23 июля 1943 года восьмерых членов организации поместили во внутреннюю тюрьму НКГБ. Руководителем следственной бригады по их делу был Л. Е. Влодзимирский. Все члены «Четвёртого рейха» заявляли, что вся организация была лишь детской игрой.
18 декабря 1943 года Особое совещание при НКВД СССР приговорило братьев Микоянов, Леонида Барабанова, Арманда Хаммера, Петра Бакулева, Леонида Реденса, Артёма Хмельницкого и Феликса Кирпичникова к высылке в разные города Урала, Сибири и Средней Азии сроком на один год под поручительство родителей. 
Выпускница школы № 175 Ревекка Фрумкина связывает с делом Шахурина уход О. Ф. Леоновой с должности директора школы.

## Киноадаптации
В 2020 году по мотивам романа Терехова был снят сериал «Волк». Главную роль исполнил Денис Шведов, роли Нины Уманской и Володи Шахурина — Варвара Феофанова и Виталий Андреев. Роль Константина Уманского исполнил Сергей Маковецкий.